# Põdra (Rõuge)
Põdra is een plaats in de Estlandse gemeente Rõuge, provincie Võrumaa. De plaats heeft de status van dorp (Estisch: küla).

## Bevolking
Het dorp had 12 inwoners op 31 december 2011 en 10 inwoners op 31 december 2021.

## Ligging
Ten westen van Põdra ligt het moerasgebied Põdrasoo (ook wel Põdrasuu). De plaats ligt op ca. 7 km afstand van de grens met Letland.

## Geschiedenis
Põdra werd voor het eerst genoemd in 1684 als de boerderijen Pöddra Lennard en Pöddra Jahn. Ze lagen op het landgoed van Kosse (Viitina). In 1765 werd Põdra genoemd als dorp Pöddra.
In de jaren 1977–1997 maakte Põdra deel uit van het buurdorp Ristemäe.